# Arber Qerimi
Arber Qerimi, né le 22 novembre 1990 à Liège, est un handballeur international belge. Il évolue au poste de demi-centre au sein du HUBO Handball.

## Carrière

### Période belge
Fils de Bujar Qerimi, un joueur de handball yougoslave d'origine kosovare, Qerimi commence le handball à l'âge de 5 ans à l'Union beynoise avant de quitter son club formateur pour les clubs limbourgeois.
D'abord au United HC Tongeren, l'une des grosse cylindrée du championnat avec lequel il remporte un titre de champion de Belgique en 2010 ainsi qu'une Coupe de Belgique en 2011. La même année, il rejoint le Sporting Neerpelt-Lommel où il évolue pendant 4 saisons. De retour au HK Tongeren en 2015, il y remporte sa seconde coupe de Belgique en 2016.
Le 6 novembre 2016, lors des éliminatoires de l'Euro 2018, la Belgique reçoit la France et surprend le monde du handball en ne perdant que d'un but. Qerimi, en tant que meneur de jeu, se montre tout aussi impressionnant que son équipe en inscrivant 7 buts et terminant deuxième meilleur buteur des Red wolves.

### Période professionnelle
En 2017, grâce en partie à ce match qui lui apporte une visibilité en France et à son sélectionneur, Yérime Sylla, qui est également entraîneur du Cesson Rennes MHB, Qerimi intègre le monde du handball professionnel en signant un contrat de 3 ans à Cesson Rennes, club de LNH. 
Sa première saison à ce niveau est compliquée tout comme pour son club qui lutte pour se maintenir à ce niveau et se voit obligé de se séparer de Yérime Sylla. La saison du belge est perçue comme globalement décevante et le club pense un temps à prêter le joueur. Après s'être entendu avec le club pour résilier son contrat et après diverses propositions de club de division 1, Qerimi est annoncé en août au RK Metalurg Skopje. Les Macédoniens refusent toutefois la demande de Qerimi de réécrire certains termes du contrat qui n’était pas encore signé et c’est finalement au RK Zagreb qu'il est transféré à l'été 2018.
Arrivé dans ce club prestigieux, Arber devient le premier belge à disputer la Ligue des Champions et devient également le premier buteur belge dans cette compétition lors du match face aux hongrois du SC Pick Szeged. En fin de contrat à Zagreb, il rejoint en février 2019 le club luxembourgeois du HC Berchem puis retourne en Belgique au HK Tongeren à l'été 2019.

## Palmarès

### Club
Compétitions nationales
- Champion de Belgique (1) : 2010
- Coupe de Belgique (2) : 2011, 2016